# 國史大綱
《國史大綱》乃近代歷史學家錢穆所撰寫的一本通史性論著，主要闡述中國從上古到現代的發展歷程。全書主要是貫徹了錢穆的思想觀點：強調傳統的價值。他反對近代中國學術界以科学或馬克思主義否定中国古代社会的特質。他在書中說：「今求創建新的古史觀，則對近人極端之懷疑論，也應稍加修正。」

## 創作背景
民國二十六年（1937年），中國抗日戰爭爆發，錢穆倉促地從北平（今北京）逃離至西南大後方，教學多年來的大量教材悉數失散。時中國面臨國家存亡時節，錢穆有感於中國國運飄渺，儘管他本身相信抗戰中國會贏得勝利，但也對中國的命運抱持最壞的打算。錢穆在雲南鄉下的偏僻之處寫下《國史大綱》，他是抱著「中國人寫中國最後一本史書」的心情而著，盼若中國不幸敗戰覆亡，至少留給後人一本中國史書，讓後人知道中國的歷史及文明成就，激勵後人復興中國之心。
民國三十四年（1945年），中國抗戰勝利，錢穆的最壞打算沒有發生。

## 內容
傳統中國史家研究歷史，歷來都是以斷代史方式研究，研究時又常會人事角度以至歷史人物善惡評價。錢穆在這部著作卻以通史概念研究中國歷代王朝的興亡，並用相當篇幅闡述中國傳統學術的發展。全書以淺白之文言文寫成，以彰顯錢穆維護文化道統的決心。
寫作內容上，《國史大綱》主要都是以傳統社會價值作其立場。如評論到晉朝，則認為這是一個不光明的政權，理由是晉朝的司馬氏乃篡奪前朝曹魏政權而獲得的。又如元朝，則《國史大綱》標題為「暴風雨的來臨」，並且評價滿清政權是一個部落民族壓迫政權。
書中引經據典甚多，取材書籍由二十四史到其他書籍也有。
书中序言部分，向来为人引用最多，甚至成为一代史学家研究史学态度之代表。摘录如下：
凡读本书，请先具下列诸信念：
1. 当信任何一国之国民，尤其是自称知识在水平线以上之国民，对其本国已往历史，应该略有所知。(否则最多只算一有知识的人，不能算一有知识的国民。)
2. 所谓对其本国已往历史略有所知者，尤必附随一种对其本国已往历史之温情与敬意。(否则只算知道了一些外国史，不得云对本国史有知识。)
3. 所谓对其本国已往历史有一种温情与敬意者，至少不会对其本国已往历史抱一种偏激的虚无主义，(即视本国已往历史为无一点有价值，亦无一处足以使彼满意。) 亦至少不会感到现在我们是站在已往历史最高之顶点，(此乃一种浅薄狂妄的进化观。) 而将我们当身种种罪恶与弱点，一切诿卸于古人。(此乃一种似是而非之文化自谴。)
4. 当信每一国家必待其国民具备上列诸条件者比数渐多，其国家乃再有向前发展之希望。(否则其所改进，等于一个被征服国或次殖民地之改进，对其国家自身不发生关系。换言之，此种改进，无异是一种变相的文化征服，乃其文化自身之萎缩与消灭，并非其文化自身之转变与发皇。)

## 地位
有的儒學者认为，钱穆及其所作的《国史大纲》在精神上完全贞守儒家义理，将儒家文化与儒家思想寓于史学之中，已经成为了新一派的“新儒学史学”。